# Matías Presentado
Matías Isidoro Presentado (Mar del Plata, provincia de Buenos Aires, Argentina, 13 de agosto de 1992) es un futbolista argentino que juega como defensa central y cuyo equipo actual es el Círculo Deportivo de Comandante Nicanor Otamendi. Tiene 32 años y es afroargentino.
Su tío, Rubén Darío, fue jugador de fútbol en la década de 1980 jugando en Círculo Deportivo de Comandante Nicanor Otamendi. Su padre, Juan Pablo, jugó en San Lorenzo de Mar del Plata, San José de Mar del Plata y en Almirante Brown, de San Justo. Su hermano, Juan Pablo Presentado, jugó en Aldosivi de Mar del Plata, y actualmente se desempeña en Racing Athletic Club de Olavarría, provincia de Buenos Aires.

## Trayectoria
Se inició en Alvarado y luego pasó por River de Mar del Plata.
Debutó en Estudiantes de La Plata en 2013 por Copa Argentina bajo la dirección técnica de Mauricio Pellegrino, cumpliendo una aceptable labor. Tuvo que pasar más de un año para que el marplatense volviera a ser tenido en cuenta, ya que recién en el torneo inicial 2014 volvió a disputar encuentros en la categoría máxima del fútbol argentino.

## Clubes y estadísticas
| Club                     | País      | Año            | PJ | G |
| ------------------------ | --------- | -------------- | -- | - |
| Estudiantes de La Plata  | Argentina | 2012-2015      | 5  | 0 |
| Defensores de Cambaceres | Argentina | 2016           | 12 | 1 |
| Deportivo Laferrere      | Argentina | 2016           | 0  | 0 |
| Alvarado                 | Argentina | 2016-2017      | 12 | 0 |
| Caracas                  | Venezuela | 2017           | 7  | 0 |
| Crucero del Norte        | Argentina | 2018-          | 6  | 0 |
| Deportivo Madryn         | Argentina | 2018- presente | 21 | 1 |

## Características
Es muy duro en el uno contra uno debido a su rigor en la marca, posee un correcto cabezazo y tiene buena ubicación.